# Joachim Beck-Friis (1856–1927)
Carl Joachim Beck-Friis (i riksdagen kallad Beck-Friis i Harg), född 24 maj 1856 i Stockholm, död 19 april 1927 i Hargs socken, var en svensk friherre, disponent och riksdagsledamot. Han var son till friherre Joachim Tawast Beck-Friis och friherrinnan Ebba Oxenstierna af Eka och Lindö
Beck-Friis blev 1885 disponent vid Hargs bruk, och en tid därefter dess ägare. Han var även disponent vid Dannemora gruvor 1897–1913. Han var ordförande i Stockholms läns landsting 1904–1918, vice ordförande 1908–1918 och ordförande 1918–1927 i Stockholms läns hushållningssällskap. 
Beck-Friis var ledamot av Sveriges riksdags första kammare den 7 maj 1900–1916. Han var också av suppleant i bevillningsutskottet 1901–1907 samt ledamot där från 1908. Partipolitiskt tillhörde han 1900–1909 Första kammarens protektionistiska parti, 1910–1911 Det förenade högerpartiet och 1912–1916 Första kammarens nationella parti.
Beck-Friis var från 1899 ledamot av Lantbruksakademien, där han blev preses 1916 och hedersledamot 1919.
Beck-Friis gifte sig 1883 med friherrinnan Anna von Otter (född 1861 i Ystads Sankta Maria församling, död 1953 i Danderyds församling), dotter till friherre Carl Gustaf von Otter. Efter Beck-Friis död 1927 övertog sonen Carl Beck-Friis förvaltningen av Hargs fideikommiss.

## Utmärkelser
- Kommendör med stora korset av Nordstjärneorden, 6 juni 1926.[1]
- Kommendör av första klassen av Nordstjärneorden, 15 september 1921.[1]
- Riddare av Nordstjärneorden, 1 december 1900.[1]
- Kommendör av första klass av Vasaorden, 30 september 1914.[1]
- Kommendör av andra klass av Vasaorden, 16 juni 1908.[1]
- Riddare av Vasaorden, 1 december 1892.[1]